# Blå kusten
Blå kusten är en del av Östersjöns kuststräcka i Sverige mellan Norrköping och Kalmar i landskapen Östergötland och Småland.[källa behövs] Till Blå kusten räknas områden och orter som S:t Annas skärgård, Valdemarsvik, Tjusts skärgård, Västervik, Blankaholm, Misterhults skärgård, Figeholm, Oskarshamn, Påskallavik, Timmernabben, Mönsterås och Pataholm.
Namnet blev använt i ett verk med fritidskartor från 1984–1986 liksom i en bok med flygfotografier från samma område 1989. Flera kommersiella verksamheter inom området har Blå kusten som en del av namnet, liksom den landstingsdrivna Blå kustens hälsocentral i Oskarshamn.